# Piero Zanchetta
Piero Zanchetta (Belluno, 8 ottobre 1922 – Belluno, 3 gennaio 2005) è stato un politico italiano.

## Biografia
Laureato in medicina e chirurgia, esercitò la professione di medico di famiglia e medico sportivo, e fu anche impiegato presso l'ENPAS. Dal 1963 al 1968 ricoprì la carica di presidente dell'Ente comunale di assistenza di piazzale Mazzini. Iscritto alla Democrazia Cristiana, fu consigliere comunale a Belluno per molti anni e sindaco di Belluno dal dicembre 1968 al febbraio 1974. Si ritirò dalla vita politica al termine della legislatura nel 1979.